# The Story of Us (chanson)
Pour les articles homonymes, voir The Story of Us.
Singles de Taylor Swift
Mean
(2011) Sparks Fly
(2011)
The Story of Us est le quatrième single de l'album de Taylor Swift, Speak Now (2011).